# Pričam ti priču
Pričam ti priču je knjiga satiričnih priča Perice Jokića, književnika i satiričara. Knjiga je izašla u izdanju Udruženja balkanskih satiričara Srbije „JEŽ“, Beograd, 2013. godine.

## Koncepcija knjige
Zbirku čini 57 satiričnih priča raspoređenih u šest tematskih celina. Perica Jokić je autor i trideset četiri ilustracije specijalno rađene za potrebe ove knjige. Na šest ilustracija koje otvaraju tematske celine ispisani su u rukopisu Jokićevi aforizmi. 

## Tri decenije
Najstarija priča u knjizi Mirmina slika u meni, nastala je januara 1983, a najnovija, Kad budem najmlađi, marta 2013. Između je izbor iz tridesetogodišnjek opusa autora, uključujući objavljene i nagrađene priče.

## Novine i radio
Većina priča Perice Jokića najpre je našla mesto u novinama i časopisima (Jež, Arena) i studentskoj zbirci Iz istog korena, a onda su te priče ušle u izbor za knjigu. Ali su, isto tako, mnoge priče iz knjige našle svoje mesto u raznim listovima među kojima su Razbibriga, Večernje novosti, a zatim i u elektronskim glasilima Etna, Espona, Opušteno...
Treba pomenuti i to da je, na inicijativu uredništva Radio Berana, za potrebe ovog radija, u audio izdanju snimljena priča Kišobran. Tekst je čitao prvak crnogorskog glumišta Mirko Vlahović, a bilo je to 1997.

## Nagrade
O kvalitetu priča dovoljno govori činjenica da Perica Jokić na Konkursu za satiričnu priču, Nušićijada 2012. u Ivanjci, pričom Etno more  osvaja prvu nagradu. 
Pored ostalog, priča nalazi svoje počasno mesto i u Zborniku Nušićijade.

## Recenzije
- Perica Jokić ne bi pogrešio i da je umesto PRIČAM TI PRIČU svoj novi rukopis naslovio PERIČINI ZAKONI. Naime, držeći se svog književnog zakonodavstva Perica Jokić nije gubio vreme i praznoslovio već od prve reči prešao na stvar hvatajući se u koštac sa mrakom kao jedinom svetlom tačkom, mrakom koji je najzaslužniji što nismo ostali nevidljivi,mrakom koji vide oni koji nisu slepi. Kultivisana reč darovitog i duhovitog Perice Jokića čeka izdavača koga još nema. Sa svoje strane bih svakom izdavaču preporučio da objavi ovaj rukopis znajući da bi više dobio nego uložio. Ako bismo sudili samo po novom rukopisu Perice Jokića iz Berana lako bismo zaključili i "da toj varoši nema mane!" Matija Bećković
- Već svojim prvim rukopisom, koji sam imao prilike da preporučim za štampu, Perica Jokić je s neočekivane strane banuo u naš književni život. Sa novim rukopisom PRIČAM TI PRIČU Perica Jokić iz Berana, ponovo dokazuje da ni njemu nema mane! Dušan Kovačević

## Preporuke
1. ↑  ETNO MORE - Perica Jokić, Večernje novosti, Beograd, 16.2.2014.[мртва веза]
2. ↑  „MOJ MAJSTOR - Perica Jokić, Espona”. Архивирано из оригинала 08. 12. 2015. г. Приступљено 04. 12. 2015.
3. ↑  „SAM SVOJ DOKTOR - Perica Jokić, Espona”. Архивирано из оригинала 08. 12. 2015. г. Приступљено 04. 12. 2015.
4. ↑  „TREBA POZVATI HOLIVUD - Perica Jokić, Espona”. Архивирано из оригинала 08. 12. 2015. г. Приступљено 04. 12. 2015.
5. ↑  „ŽENE ŽABE - Perica Jokić, Espona”. Архивирано из оригинала 08. 12. 2015. г. Приступљено 04. 12. 2015.
6. ↑  IZABRANI LJEKAR - Perica Jokić, Opuštebo
7. ↑  BILO KO DRUGI - Perica Jokić, Opušteno
8. ↑  IZBAVITE ME ODAVDE - Perica Jokić, Opušteno
9. ↑  U POTRAZI ZA IZGUBLJENOM OPŠTINOM - Perica Jokić, Opušteno
10. ↑  NEKE DRUGE ŽENE - Perica Jokić, Opušteno
11. ↑  KIŠOBRAN – Perica Jokić, govori Mirko Vlahović, Radio Berane, 1997.

## Spoljašnje veze
- GRADSKI KAUBOJ I DVA INDIJANCA – Perica Jokić, Etna, 7/8 2012.
- PRVI RADNI DAN - Perica Jokić, Etna, 2/2016.
- U POTRAZI ZA IZGUBLJENOM OPŠTINOM - Perica Jokić, Etna, 3/2016.
- NA ŠTETU - Perica Jokić, Pokazivač, 11.jul 2018